# هوتتا ماساتوشی
هوتتا ماساتوشی (به ژاپنی: 堀田 正俊 Masatoshi); ۱۲ مارس ۱۶۳۴ – ۷ اکتبر ۱۶۸۴) سامورایی، دایمیو در ولایت شیموسا اهل ژاپن بود. او مشاور و مقام ارشد دولتی در شوگون‌سالاری توکوگاوا ژاپن. او به عنوان روجو (مشاور اصلی) شوگون توکوگاوا ایه‌تسونا از سال ۱۶۷۹ تا ۸۰، و به عنوان تایرو (ژاپن) (رئیس شورای روناکوشی توگوا) خدمت کرد. تحت فرمان توکوگاوا تسونایوشی از روز دوازدهم یازدهمین ماه قمری سال ۱۶۸۱ تا زمان مرگ او در ۷ اکتبر ۱۶۸۴.